# Lenguas kxoe
Las lenguas khoe o kxoe (también llamadas khoisan central) son una pequeña familia de lenguas khoisán hablada en el sur de África, constituyen el grupo autóctono no bantú más importante del sur de África.
La lengua más numerosa y la única ampliamente estudiada es el nàmá de Namibia, también llamado khoekhoegowab u hotentote. El resto de lenguas de la familia se encuentran predominantemente en el desierto del Kalahari de Botsuana. Hay dos ramas de esta familia, la rama khoikhoi de Namibia y Sudáfrica y la rama tshu–khwe de Botsuana y Zimbabue. A excepción de los hablantes de nàmá el resto de hablantes de lenguas khoisán sufren una fuerte presión sociolingüística procedente de hablantes de lenguas nacionales o regionales como el setswana.

## Historia
Tom Güldemann conjetura que pueblos agrícolas y ganaderos que hablaban proto-kxoe-kwadi entraron en lo que actualmente es Botsuana hace unos dos mil años procedentes de noroeste (es decir, la región que habitan ahora los sandawe), donde habían adoptado la agricultura procedente de pueblos bantúes. Por ese entonces el desierto del Kalahari habría presentado áreas más aptas para la agricultura. Los antecesores de los kwadi (y tal vez de los damara) se expandieron hacia el oeste, mientras que los que se establecieron en el desierto del kalahari fueron absorbidos por hablantes de lenguas juu. Eso explicaría que parte de la familia kxoe muestra influencia del grupo juu. Esos grupos antecesores de los pueblos del Kalahari noroccidental, habrían dado lugar a la moderna rama tshu-khwe oriental de las lenguas kxoe, mientras que los vecinos juu (o quizá kx'a) al suroeste habrían adaptado lenguas kxoe y serían los antecesores de los hablantes de lenguas de la rama tshu-khwe occidental.
El avance de la desecación del Kalahari habría llevado a la adopción de un modo de vida de caza-recolección, y habría evitado que los pueblo del Kalahari fueran absorbidos por pueblos bantúes con tecnología agrícola avanzada cuando estos se expandieron hacia el sur. Los kxoe que siguieron migrando hacia el sur y el oeste retuvieron el modo de vida ganadero, y dieron lugar a los khoikhoi. Estos pueblos se habrían relacionado genéticamente con los hablantes de lenguas tuu, adquiriendo rasgos de sus lenguas. Los pueblos nama se habrían expandido luego hacia Namibia habrían absorbido a pueblos como los damara y haiǁom, hacia el siglo XVI o más tarde, más o menos cuando se dio el primer contacto con los europeos y empezó la colonización de esos territorios por parte de estos.
Las lenguas kxoe fueron las primeras lenguas khoisán conocidas por los colonizadores europeos, y se hicieron notorias por su uso de "chasquidos" o "clics", cuyo uso no es tan extensivo en otras ramas khoisanas.

## Clasificación
Frecuentemente las lenguas kxoe se consideran parte de la macrofamilia khoisán, denominándose frecuentemente khoisán central. Aunque existe muy poca evidencia que demuestre un parentesco filogenético real entre las lenguas de macrofamilia khoisán.
La lengua más cercana a las lenguas kxoe propiamente dichas es el pobremente testimoniado y actualmente extinto kwadi hablando en Angola hasta mediados del siglo XX. Se han reconstruido el sistema pronominal del proto-kxoe-kwadi y algún vocabulario. Más allá de esta relación algunos autores conjeturan que podría existir una relación remota con el idioma sandawe que para muchos autores es una lengua aislada. El sistema pronominal del sandawe es similar al del kwadi-kxoe, pero no existen suficientes correlaciones o cognados propuestos para desarrollar un sistema de correspondencias fonéticas que permitan establecer firmemente el parentesco.

### Lenguas de la familia
Diversas clasificaciones de las lenguas kxoe lista una o dos docenas de variedades lingüísticas diferentes. Debido a que muchas de ellas no son otra cosa que continua geolectalia, hay cierta subjetividad en el número exacto de lenguas. Contabilizando cada grupo delaectar como una unidad se obtiene un total de nueve lenguas, sin contar dos lenguas cuestionablemente relacionadas. La clasificación usual es la siguiente:
|  | Nàmá (khoikhoi) (250 mil hablantes) |
|  |                                     |
|  | Eini (extinto)                      |
|  |                                     |

|  | Korana (extinto)               |
|  |                                |
|  | Xiri (90 hablantes, moribundo) |
|  |                                |

|  | Nàmá (khoikhoi) (250 mil hablantes) |
|  |                                     |
|  | Eini (extinto)                      |
|  |                                     |

|  | Korana (extinto)               |
|  |                                |
|  | Xiri (90 hablantes, moribundo) |
|  |                                |

|  | Shua (6000 hablantes) |
|  |                       |
|  | Tsoa (9300 hablantes) |
|  |                       |

|  | Kxoe (11 mil hablantes)      |
|  |                              |
|  | Naro (14 mil hablantes)      |
|  |                              |
|  | ? ǂHaba (dialecto del Naro?) |
|  |                              |
|  | Gǁana (4500 hablantes)       |
|  |                              |

|  | Shua (6000 hablantes) |
|  |                       |
|  | Tsoa (9300 hablantes) |
|  |                       |

|  | Kxoe (11 mil hablantes)      |
|  |                              |
|  | Naro (14 mil hablantes)      |
|  |                              |
|  | ? ǂHaba (dialecto del Naro?) |
|  |                              |
|  | Gǁana (4500 hablantes)       |
|  |                              |

|  | Nàmá (khoikhoi) (250 mil hablantes) |
|  |                                     |
|  | Eini (extinto)                      |
|  |                                     |

|  | Korana (extinto)               |
|  |                                |
|  | Xiri (90 hablantes, moribundo) |
|  |                                |

|  | Nàmá (khoikhoi) (250 mil hablantes) |
|  |                                     |
|  | Eini (extinto)                      |
|  |                                     |

|  | Korana (extinto)               |
|  |                                |
|  | Xiri (90 hablantes, moribundo) |
|  |                                |

|  | Shua (6000 hablantes) |
|  |                       |
|  | Tsoa (9300 hablantes) |
|  |                       |

|  | Kxoe (11 mil hablantes)      |
|  |                              |
|  | Naro (14 mil hablantes)      |
|  |                              |
|  | ? ǂHaba (dialecto del Naro?) |
|  |                              |
|  | Gǁana (4500 hablantes)       |
|  |                              |

|  | Shua (6000 hablantes) |
|  |                       |
|  | Tsoa (9300 hablantes) |
|  |                       |

|  | Kxoe (11 mil hablantes)      |
|  |                              |
|  | Naro (14 mil hablantes)      |
|  |                              |
|  | ? ǂHaba (dialecto del Naro?) |
|  |                              |
|  | Gǁana (4500 hablantes)       |
|  |                              |

|  | Nàmá (khoikhoi) (250 mil hablantes) |
|  |                                     |
|  | Eini (extinto)                      |
|  |                                     |

|  | Korana (extinto)               |
|  |                                |
|  | Xiri (90 hablantes, moribundo) |
|  |                                |

|  | Nàmá (khoikhoi) (250 mil hablantes) |
|  |                                     |
|  | Eini (extinto)                      |
|  |                                     |

|  | Korana (extinto)               |
|  |                                |
|  | Xiri (90 hablantes, moribundo) |
|  |                                |

|  | Shua (6000 hablantes) |
|  |                       |
|  | Tsoa (9300 hablantes) |
|  |                       |

|  | Kxoe (11 mil hablantes)      |
|  |                              |
|  | Naro (14 mil hablantes)      |
|  |                              |
|  | ? ǂHaba (dialecto del Naro?) |
|  |                              |
|  | Gǁana (4500 hablantes)       |
|  |                              |

|  | Shua (6000 hablantes) |
|  |                       |
|  | Tsoa (9300 hablantes) |
|  |                       |

|  | Kxoe (11 mil hablantes)      |
|  |                              |
|  | Naro (14 mil hablantes)      |
|  |                              |
|  | ? ǂHaba (dialecto del Naro?) |
|  |                              |
|  | Gǁana (4500 hablantes)       |
|  |                              |

|  | Nàmá (khoikhoi) (250 mil hablantes) |
|  |                                     |
|  | Eini (extinto)                      |
|  |                                     |

|  | Korana (extinto)               |
|  |                                |
|  | Xiri (90 hablantes, moribundo) |
|  |                                |

|  | Nàmá (khoikhoi) (250 mil hablantes) |
|  |                                     |
|  | Eini (extinto)                      |
|  |                                     |

|  | Korana (extinto)               |
|  |                                |
|  | Xiri (90 hablantes, moribundo) |
|  |                                |

|  | Shua (6000 hablantes) |
|  |                       |
|  | Tsoa (9300 hablantes) |
|  |                       |

|  | Kxoe (11 mil hablantes)      |
|  |                              |
|  | Naro (14 mil hablantes)      |
|  |                              |
|  | ? ǂHaba (dialecto del Naro?) |
|  |                              |
|  | Gǁana (4500 hablantes)       |
|  |                              |

|  | Shua (6000 hablantes) |
|  |                       |
|  | Tsoa (9300 hablantes) |
|  |                       |

|  | Kxoe (11 mil hablantes)      |
|  |                              |
|  | Naro (14 mil hablantes)      |
|  |                              |
|  | ? ǂHaba (dialecto del Naro?) |
|  |                              |
|  | Gǁana (4500 hablantes)       |
|  |                              |

|  | Nàmá (khoikhoi) (250 mil hablantes) |
|  |                                     |
|  | Eini (extinto)                      |
|  |                                     |

|  | Korana (extinto)               |
|  |                                |
|  | Xiri (90 hablantes, moribundo) |
|  |                                |

|  | Nàmá (khoikhoi) (250 mil hablantes) |
|  |                                     |
|  | Eini (extinto)                      |
|  |                                     |

|  | Korana (extinto)               |
|  |                                |
|  | Xiri (90 hablantes, moribundo) |
|  |                                |

|  | Shua (6000 hablantes) |
|  |                       |
|  | Tsoa (9300 hablantes) |
|  |                       |

|  | Kxoe (11 mil hablantes)      |
|  |                              |
|  | Naro (14 mil hablantes)      |
|  |                              |
|  | ? ǂHaba (dialecto del Naro?) |
|  |                              |
|  | Gǁana (4500 hablantes)       |
|  |                              |

|  | Shua (6000 hablantes) |
|  |                       |
|  | Tsoa (9300 hablantes) |
|  |                       |

|  | Kxoe (11 mil hablantes)      |
|  |                              |
|  | Naro (14 mil hablantes)      |
|  |                              |
|  | ? ǂHaba (dialecto del Naro?) |
|  |                              |
|  | Gǁana (4500 hablantes)       |
|  |                              |

|  | Nàmá (khoikhoi) (250 mil hablantes) |
|  |                                     |
|  | Eini (extinto)                      |
|  |                                     |

|  | Korana (extinto)               |
|  |                                |
|  | Xiri (90 hablantes, moribundo) |
|  |                                |

|  | Nàmá (khoikhoi) (250 mil hablantes) |
|  |                                     |
|  | Eini (extinto)                      |
|  |                                     |

|  | Korana (extinto)               |
|  |                                |
|  | Xiri (90 hablantes, moribundo) |
|  |                                |

|  | Shua (6000 hablantes) |
|  |                       |
|  | Tsoa (9300 hablantes) |
|  |                       |

|  | Kxoe (11 mil hablantes)      |
|  |                              |
|  | Naro (14 mil hablantes)      |
|  |                              |
|  | ? ǂHaba (dialecto del Naro?) |
|  |                              |
|  | Gǁana (4500 hablantes)       |
|  |                              |

|  | Shua (6000 hablantes) |
|  |                       |
|  | Tsoa (9300 hablantes) |
|  |                       |

|  | Kxoe (11 mil hablantes)      |
|  |                              |
|  | Naro (14 mil hablantes)      |
|  |                              |
|  | ? ǂHaba (dialecto del Naro?) |
|  |                              |
|  | Gǁana (4500 hablantes)       |
|  |                              |

|  | Nàmá (khoikhoi) (250 mil hablantes) |
|  |                                     |
|  | Eini (extinto)                      |
|  |                                     |

|  | Korana (extinto)               |
|  |                                |
|  | Xiri (90 hablantes, moribundo) |
|  |                                |

|  | Nàmá (khoikhoi) (250 mil hablantes) |
|  |                                     |
|  | Eini (extinto)                      |
|  |                                     |

|  | Korana (extinto)               |
|  |                                |
|  | Xiri (90 hablantes, moribundo) |
|  |                                |

|  | Shua (6000 hablantes) |
|  |                       |
|  | Tsoa (9300 hablantes) |
|  |                       |

|  | Kxoe (11 mil hablantes)      |
|  |                              |
|  | Naro (14 mil hablantes)      |
|  |                              |
|  | ? ǂHaba (dialecto del Naro?) |
|  |                              |
|  | Gǁana (4500 hablantes)       |
|  |                              |

|  | Shua (6000 hablantes) |
|  |                       |
|  | Tsoa (9300 hablantes) |
|  |                       |

|  | Kxoe (11 mil hablantes)      |
|  |                              |
|  | Naro (14 mil hablantes)      |
|  |                              |
|  | ? ǂHaba (dialecto del Naro?) |
|  |                              |
|  | Gǁana (4500 hablantes)       |
|  |                              |

|  | Nàmá (khoikhoi) (250 mil hablantes) |
|  |                                     |
|  | Eini (extinto)                      |
|  |                                     |

|  | Korana (extinto)               |
|  |                                |
|  | Xiri (90 hablantes, moribundo) |
|  |                                |

|  | Nàmá (khoikhoi) (250 mil hablantes) |
|  |                                     |
|  | Eini (extinto)                      |
|  |                                     |

|  | Korana (extinto)               |
|  |                                |
|  | Xiri (90 hablantes, moribundo) |
|  |                                |

|  | Shua (6000 hablantes) |
|  |                       |
|  | Tsoa (9300 hablantes) |
|  |                       |

|  | Kxoe (11 mil hablantes)      |
|  |                              |
|  | Naro (14 mil hablantes)      |
|  |                              |
|  | ? ǂHaba (dialecto del Naro?) |
|  |                              |
|  | Gǁana (4500 hablantes)       |
|  |                              |

|  | Shua (6000 hablantes) |
|  |                       |
|  | Tsoa (9300 hablantes) |
|  |                       |

|  | Kxoe (11 mil hablantes)      |
|  |                              |
|  | Naro (14 mil hablantes)      |
|  |                              |
|  | ? ǂHaba (dialecto del Naro?) |
|  |                              |
|  | Gǁana (4500 hablantes)       |
|  |                              |

|  | Nàmá (khoikhoi) (250 mil hablantes) |
|  |                                     |
|  | Eini (extinto)                      |
|  |                                     |

|  | Korana (extinto)               |
|  |                                |
|  | Xiri (90 hablantes, moribundo) |
|  |                                |

|  | Nàmá (khoikhoi) (250 mil hablantes) |
|  |                                     |
|  | Eini (extinto)                      |
|  |                                     |

|  | Korana (extinto)               |
|  |                                |
|  | Xiri (90 hablantes, moribundo) |
|  |                                |

|  | Shua (6000 hablantes) |
|  |                       |
|  | Tsoa (9300 hablantes) |
|  |                       |

|  | Kxoe (11 mil hablantes)      |
|  |                              |
|  | Naro (14 mil hablantes)      |
|  |                              |
|  | ? ǂHaba (dialecto del Naro?) |
|  |                              |
|  | Gǁana (4500 hablantes)       |
|  |                              |

|  | Shua (6000 hablantes) |
|  |                       |
|  | Tsoa (9300 hablantes) |
|  |                       |

|  | Kxoe (11 mil hablantes)      |
|  |                              |
|  | Naro (14 mil hablantes)      |
|  |                              |
|  | ? ǂHaba (dialecto del Naro?) |
|  |                              |
|  | Gǁana (4500 hablantes)       |
|  |                              |

|  | Nàmá (khoikhoi) (250 mil hablantes) |
|  |                                     |
|  | Eini (extinto)                      |
|  |                                     |

|  | Korana (extinto)               |
|  |                                |
|  | Xiri (90 hablantes, moribundo) |
|  |                                |

|  | Nàmá (khoikhoi) (250 mil hablantes) |
|  |                                     |
|  | Eini (extinto)                      |
|  |                                     |

|  | Korana (extinto)               |
|  |                                |
|  | Xiri (90 hablantes, moribundo) |
|  |                                |

|  | Shua (6000 hablantes) |
|  |                       |
|  | Tsoa (9300 hablantes) |
|  |                       |

|  | Kxoe (11 mil hablantes)      |
|  |                              |
|  | Naro (14 mil hablantes)      |
|  |                              |
|  | ? ǂHaba (dialecto del Naro?) |
|  |                              |
|  | Gǁana (4500 hablantes)       |
|  |                              |

|  | Shua (6000 hablantes) |
|  |                       |
|  | Tsoa (9300 hablantes) |
|  |                       |

|  | Kxoe (11 mil hablantes)      |
|  |                              |
|  | Naro (14 mil hablantes)      |
|  |                              |
|  | ? ǂHaba (dialecto del Naro?) |
|  |                              |
|  | Gǁana (4500 hablantes)       |
|  |                              |

|  | Nàmá (khoikhoi) (250 mil hablantes) |
|  |                                     |
|  | Eini (extinto)                      |
|  |                                     |

|  | Korana (extinto)               |
|  |                                |
|  | Xiri (90 hablantes, moribundo) |
|  |                                |

|  | Nàmá (khoikhoi) (250 mil hablantes) |
|  |                                     |
|  | Eini (extinto)                      |
|  |                                     |

|  | Korana (extinto)               |
|  |                                |
|  | Xiri (90 hablantes, moribundo) |
|  |                                |

|  | Shua (6000 hablantes) |
|  |                       |
|  | Tsoa (9300 hablantes) |
|  |                       |

|  | Kxoe (11 mil hablantes)      |
|  |                              |
|  | Naro (14 mil hablantes)      |
|  |                              |
|  | ? ǂHaba (dialecto del Naro?) |
|  |                              |
|  | Gǁana (4500 hablantes)       |
|  |                              |

|  | Shua (6000 hablantes) |
|  |                       |
|  | Tsoa (9300 hablantes) |
|  |                       |

|  | Kxoe (11 mil hablantes)      |
|  |                              |
|  | Naro (14 mil hablantes)      |
|  |                              |
|  | ? ǂHaba (dialecto del Naro?) |
|  |                              |
|  | Gǁana (4500 hablantes)       |
|  |                              |

|  | Nàmá (khoikhoi) (250 mil hablantes) |
|  |                                     |
|  | Eini (extinto)                      |
|  |                                     |

|  | Korana (extinto)               |
|  |                                |
|  | Xiri (90 hablantes, moribundo) |
|  |                                |

|  | Nàmá (khoikhoi) (250 mil hablantes) |
|  |                                     |
|  | Eini (extinto)                      |
|  |                                     |

|  | Korana (extinto)               |
|  |                                |
|  | Xiri (90 hablantes, moribundo) |
|  |                                |

|  | Shua (6000 hablantes) |
|  |                       |
|  | Tsoa (9300 hablantes) |
|  |                       |

|  | Kxoe (11 mil hablantes)      |
|  |                              |
|  | Naro (14 mil hablantes)      |
|  |                              |
|  | ? ǂHaba (dialecto del Naro?) |
|  |                              |
|  | Gǁana (4500 hablantes)       |
|  |                              |

|  | Shua (6000 hablantes) |
|  |                       |
|  | Tsoa (9300 hablantes) |
|  |                       |

|  | Kxoe (11 mil hablantes)      |
|  |                              |
|  | Naro (14 mil hablantes)      |
|  |                              |
|  | ? ǂHaba (dialecto del Naro?) |
|  |                              |
|  | Gǁana (4500 hablantes)       |
|  |                              |

|  | Nàmá (khoikhoi) (250 mil hablantes) |
|  |                                     |
|  | Eini (extinto)                      |
|  |                                     |

|  | Korana (extinto)               |
|  |                                |
|  | Xiri (90 hablantes, moribundo) |
|  |                                |

|  | Nàmá (khoikhoi) (250 mil hablantes) |
|  |                                     |
|  | Eini (extinto)                      |
|  |                                     |

|  | Korana (extinto)               |
|  |                                |
|  | Xiri (90 hablantes, moribundo) |
|  |                                |

|  | Shua (6000 hablantes) |
|  |                       |
|  | Tsoa (9300 hablantes) |
|  |                       |

|  | Kxoe (11 mil hablantes)      |
|  |                              |
|  | Naro (14 mil hablantes)      |
|  |                              |
|  | ? ǂHaba (dialecto del Naro?) |
|  |                              |
|  | Gǁana (4500 hablantes)       |
|  |                              |

|  | Shua (6000 hablantes) |
|  |                       |
|  | Tsoa (9300 hablantes) |
|  |                       |

|  | Kxoe (11 mil hablantes)      |
|  |                              |
|  | Naro (14 mil hablantes)      |
|  |                              |
|  | ? ǂHaba (dialecto del Naro?) |
|  |                              |
|  | Gǁana (4500 hablantes)       |
|  |                              |

|  | Nàmá (khoikhoi) (250 mil hablantes) |
|  |                                     |
|  | Eini (extinto)                      |
|  |                                     |

|  | Korana (extinto)               |
|  |                                |
|  | Xiri (90 hablantes, moribundo) |
|  |                                |

|  | Nàmá (khoikhoi) (250 mil hablantes) |
|  |                                     |
|  | Eini (extinto)                      |
|  |                                     |

|  | Korana (extinto)               |
|  |                                |
|  | Xiri (90 hablantes, moribundo) |
|  |                                |

|  | Shua (6000 hablantes) |
|  |                       |
|  | Tsoa (9300 hablantes) |
|  |                       |

|  | Kxoe (11 mil hablantes)      |
|  |                              |
|  | Naro (14 mil hablantes)      |
|  |                              |
|  | ? ǂHaba (dialecto del Naro?) |
|  |                              |
|  | Gǁana (4500 hablantes)       |
|  |                              |

|  | Shua (6000 hablantes) |
|  |                       |
|  | Tsoa (9300 hablantes) |
|  |                       |

|  | Kxoe (11 mil hablantes)      |
|  |                              |
|  | Naro (14 mil hablantes)      |
|  |                              |
|  | ? ǂHaba (dialecto del Naro?) |
|  |                              |
|  | Gǁana (4500 hablantes)       |
|  |                              |

|  | Nàmá (khoikhoi) (250 mil hablantes) |
|  |                                     |
|  | Eini (extinto)                      |
|  |                                     |

|  | Korana (extinto)               |
|  |                                |
|  | Xiri (90 hablantes, moribundo) |
|  |                                |

|  | Nàmá (khoikhoi) (250 mil hablantes) |
|  |                                     |
|  | Eini (extinto)                      |
|  |                                     |

|  | Korana (extinto)               |
|  |                                |
|  | Xiri (90 hablantes, moribundo) |
|  |                                |

|  | Shua (6000 hablantes) |
|  |                       |
|  | Tsoa (9300 hablantes) |
|  |                       |

|  | Kxoe (11 mil hablantes)      |
|  |                              |
|  | Naro (14 mil hablantes)      |
|  |                              |
|  | ? ǂHaba (dialecto del Naro?) |
|  |                              |
|  | Gǁana (4500 hablantes)       |
|  |                              |

|  | Shua (6000 hablantes) |
|  |                       |
|  | Tsoa (9300 hablantes) |
|  |                       |

|  | Kxoe (11 mil hablantes)      |
|  |                              |
|  | Naro (14 mil hablantes)      |
|  |                              |
|  | ? ǂHaba (dialecto del Naro?) |
|  |                              |
|  | Gǁana (4500 hablantes)       |
|  |                              |

|  | Nàmá (khoikhoi) (250 mil hablantes) |
|  |                                     |
|  | Eini (extinto)                      |
|  |                                     |

|  | Korana (extinto)               |
|  |                                |
|  | Xiri (90 hablantes, moribundo) |
|  |                                |

|  | Nàmá (khoikhoi) (250 mil hablantes) |
|  |                                     |
|  | Eini (extinto)                      |
|  |                                     |

|  | Korana (extinto)               |
|  |                                |
|  | Xiri (90 hablantes, moribundo) |
|  |                                |

|  | Shua (6000 hablantes) |
|  |                       |
|  | Tsoa (9300 hablantes) |
|  |                       |

|  | Kxoe (11 mil hablantes)      |
|  |                              |
|  | Naro (14 mil hablantes)      |
|  |                              |
|  | ? ǂHaba (dialecto del Naro?) |
|  |                              |
|  | Gǁana (4500 hablantes)       |
|  |                              |

|  | Shua (6000 hablantes) |
|  |                       |
|  | Tsoa (9300 hablantes) |
|  |                       |

|  | Kxoe (11 mil hablantes)      |
|  |                              |
|  | Naro (14 mil hablantes)      |
|  |                              |
|  | ? ǂHaba (dialecto del Naro?) |
|  |                              |
|  | Gǁana (4500 hablantes)       |
|  |                              |

- Nàmá (etnónimos khoekhoen, nama, damara) es un grupo dialectal que incluyen el ǂakhoe y el haiǁom.
- Xiri es un grupo dialectal también conocido como griqua u hotentote del Cabo.
- Shua es un grupo dialectal que incluye el shwa, el deti, el tsʼixa, el ǀxaise y el ganádi.
- Tsoa es un grupo dialectal que incluye el cire-cire y el kua.
- Kxoe es un grupo dialectal que incluye el ǁani y el buga.
- Naro es un grupo dialectal.
- Gǁana es un grupo dialectal que incluye el gǀwi. El ǂhaba frecuentemente se incluye en este grupo, aunque podría ser en realidad más cercano al naro.

## Comparación léxica
Los numerales en diferentes lenguas kxoe-kwadi son:
| GLOSA | kwadi             | hai‖om  | Nama-Korana | Nama-Korana | Tshu-Khwe    | Tshu-Khwe  | Tshu-Khwe | Tshu-Khwe | Tshu-Khwe | PROTO- KXOE |
| GLOSA | kwadi             | hai‖om  | nama        | korana      | shua         | kua        | kxoe      | ǀgwi      | naro      | PROTO- KXOE |
| ----- | ----------------- | ------- | ----------- | ----------- | ------------ | ---------- | --------- | --------- | --------- | ----------- |
| '1'   | ǁwí               | ǀuí     | ǀúí         | ǀui         | ǀúí          | ǀui        | ǀɡűí      | kǀúī      | ǀúí       | *ǀui        |
| '2'   | ǀám               | ǀam     | ǀám         | ǀam         | ǀam          | ǀam        | ǀɡám̀      | kǀám̀      | ǀâm       | *ǀam        |
| '3'   | (dátùa)           | ǃnona   | ǃnoná       | ǃnona       | ŋonaa/ ǁobée | ǁobe       | ǃnőnà     | ŋǃūnā     | nǃoana    | *!noona     |
| '4'   | (né)              | haka    | hàká        | haka        | haʦaa        | ŋuna       | hàkà      | (fóò)     | hàka      | *haka       |
| '5'   | (tánù)            | koro    | kóro        | ɡoro        | ɡudo-ʦʰaú    | ʦʰau       | kórò      | (fáìf)    | koro      | *koro       |
| '6'   | ǀíᵗɲàu            | ǃnana   | ǃnaná       | ǃnani       | (sikisi)     | qx'au ʦʰau | ǃnàni̋     | (síks)    | nǃáné     | *ǃnani      |
| '7'   | ǀáᵗɲàu            | hũũ     | húú         | haũ-kxʼũ    | (seben(e))   | ǀore ʦʰau  | hũ̀ṹ / hũ̋ṹ | (sébèǹ)   | hõò       | *hũũ        |
| '8'   | sébéþótlt̀extɔpenɔ | ǁxʰaese | ǁxáisá      | ǁxaisi      | (eitii)      | ǁum ʦʰau   | ǁkʰa̋ísa̋   | (ʔéìtì)   | kaisa     | *ǁxaisi     |
| '9'   | (móyò)            | kxoese  | kxòese      | ɡuēsi       | (nainii)     | tan ʦʰau   | kʰȍèsè    | (náìǹ)    | khòesí    | *kxoesi     |
| '10'  | (mólà)            | disi    | tìsí        | tjisi       | (ten(i))     | ǀo ɂo ʦʰau | dȉísí     | (tʰéǹ)    | disí      | *disi       |
Los términos entre paréntesis son préstamos (del bantú en el kwadi y del inglés en el resto de casos).
Respecto a los pronombres personales los pronombres reconstruidos para el proto-khoe-kwadi muestran cierta similitud con los del sandawe:
| Pronombre                     | Sandawe   | Proto-khoe-kwadi                           |
| ----------------------------- | --------- | ------------------------------------------ |
| 1ª pers. sing.                | tsi       | *ti (kwadi: tʃi)                           |
| 2ª pers. sing.                | ha-       | *sa                                        |
| 3ª pers. (base)               | he-       | *xa- (kwadi: ha-)                          |
| 3ª pers. sing. masc. (sufijo) | -w(e), -m | *-V[ant] (vocal anterior) (khoe: -bV, -mV) |
| 3ª pers. sing. fem. (sufijo)  | -su       | *-V[ant] (vocal anterior) (khoe: -sV)      |